# بنتلی سیستمز
بنتلی سیستمز (انگلیسی: Bentley Systems) شرکت نرم‌افزار آمریکایی است، که در سال ۱۹۸۴ تأسیس شد.